# Randersacker
Randersacker est une commune de Bavière (Allemagne), située dans l'arrondissement de Wurtzbourg, dans le district de Basse-Franconie.

## Économie
Les industries les plus importantes à Randersacker sont la viticulture et le tourisme. Il y a environ 17 viticulteurs et plusieurs restaurants et hôtels. Le Weingut Schmitt's Kinder est membre du Verband Deutscher Prädikatsweingüter (VDP).